# Международно летище „Гуарулюс“
Международното летище „Гуарулюс“ (на португалски: Aeroporto Internacional de Guarulhos) е летище в град Гуарулюс, щата Сау Паулу, Бразилия.
Разположено в близост до град Сау Паулу, то е най-голямото летище в страната. През 2011 г. през него преминават около 30 милиона пътници и 465 хиляди тона товари.